# Torneo Competencia 1945
El Torneo Competencia 1945 fue la séptima edición del Torneo Competencia. Compitieron los diez equipos de Primera División. El campeón fue Nacional. La forma de disputa fue de un torneo a una rueda todos contra todos.

## Posiciones

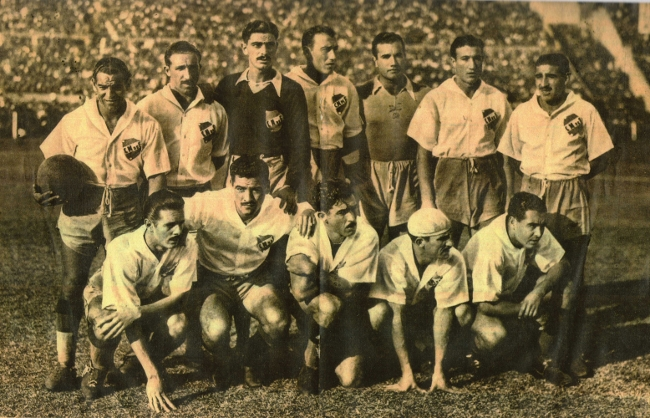
Plantel de Nacional campeón del Torneo Competencia 1945.

| Puesto | Equipo         | Pts | PJ | PG | PE | PP | GF | GC | Dif |
| ------ | -------------- | --- | -- | -- | -- | -- | -- | -- | --- |
| 1.º    | Nacional       | 17  | 9  | 8  | 1  | 0  | 26 | 8  | 18  |
| 2.º    | Peñarol        | 14  | 9  | 7  | 0  | 2  | 24 | 9  | 15  |
| 3.º    | Rampla Juniors | 12  | 9  | 5  | 2  | 2  | 22 | 14 | 8   |
| 4.º    | Defensor       | 10  | 9  | 5  | 0  | 4  | 15 | 16 | -1  |
| 5.º    | Miramar        | 9   | 9  | 4  | 1  | 4  | 9  | 15 | -6  |
| 6.º    | CA River Plate | 8   | 9  | 4  | 0  | 5  | 16 | 16 | 0   |
| 7.º    | Central        | 7   | 9  | 3  | 1  | 5  | 23 | 20 | 3   |
| 8.º    | Sud América    | 5   | 9  | 2  | 1  | 6  | 8  | 17 | -9  |
| 9.º    | Wanderers      | 5   | 9  | 2  | 1  | 6  | 14 | 27 | -13 |
| 10.º   | Liverpool      | 3   | 9  | 1  | 1  | 7  | 10 | 25 | -15 |

| Campeón Nacional 2.do título |

## Resultados
| Peñarol        | 5-1 | Liverpool      |
| Nacional       | 5-1 | Rampla Juniors |
| Miramar        | 1-0 | Sud América    |
| Defensor       | 4-3 | Central        |
| CA River Plate | 5-1 | Wanderers      |

| Nacional       | 2-2 | Miramar        |
| Peñarol        | 6-1 | Wanderers      |
| Defensor       | 2-1 | Liverpool      |
| Sud América    | 2-0 | CA River Plate |
| Rampla Juniors | 3-3 | Central        |

| Peñarol        | 3-0 | Miramar        |
| Nacional       | 2-1 | Central        |
| Wanderers      | 2-2 | Liverpool      |
| Rampla Juniors | 0-0 | Sud América    |
| Defensor       | 3-2 | CA River Plate |

| Nacional | 1-0 | CA River Plate |
| Peñarol  | 3-1 | Rampla Juniors |
| Defensor | 1-0 | Sud América    |
| Miramar  | 1-0 | Liverpool      |
| Central  | 3-2 | Wanderers      |

| Peñarol        | 2-0 | Central        |
| Nacional       | 2-0 | Sud América    |
| Liverpool      | 3-2 | CA River Plate |
| Rampla Juniors | 3-0 | Miramar        |
| Defensor       | 3-1 | Wanderers      |

| Nacional       | 4-1 | Defensor    |
| Miramar        | 3-2 | Central     |
| Rampla Juniors | 4-1 | Liverpool   |
| Wanderers      | 3-0 | Sud América |
| CA River Plate | 1-0 | Peñarol     |

| Peñarol        | 3-2 | Sud América    |
| Miramar        | 1-0 | Defensor       |
| Nacional       | 5-2 | Wanderers      |
| Central        | 4-1 | Liverpool      |
| Rampla Juniors | 5-1 | CA River Plate |

| Wanderers      | 2-1 | Miramar   |
| Sud América    | 3-1 | Liverpool |
| Rampla Juniors | 3-1 | Defensor  |
| CA River Plate | 2-1 | Central   |
| Nacional       | 3-1 | Peñarol   |

| Peñarol        | 1-0 | Defensor    |
| Central        | 6-1 | Sud América |
| Rampla Juniors | 2-0 | Wanderers   |
| Nacional       | 2-0 | Liverpool   |
| CA River Plate | 3-0 | Miramar     |